# Sommerbiathlon-Weltmeisterschaften 2012

Logo der Sommerbiathlon-Weltmeisterschaften 2012

Die 16. IBU-Sommerbiathlon-Weltmeisterschaften fanden 2012 im russischen Ufa statt. Die Medaillen wurden in jeweils zwei Einzeldisziplinen bei den Männern und bei den Frauen sowie in einer Mixed-Staffel vergeben.
Während Russland in Bestbesetzung antrat, nahmen fast alle bedeutenden Biathlon-Nationen nicht teil. In Deutschland und Norwegen etwa wurden gleichzeitig nationale Meisterschaften ausgetragen. Aus dem deutschsprachigen Raum startete einzig der Österreicher Mario Drescher. Neben den überragenden Russen waren einzig die Ukrainer mit einer starken Mannschaft nach Baschkortostan gereist. Während bei den Männern einzig Russen Medaillen gewannen, konnten die Ukrainerinnen bei den Frauen wie die Russinnen einen kompletten Medaillensatz erringen. Olga Saizewa und Alexei Wolkow gewannen jeweils zwei Titel und eine Silbermedaille, die Ukrainerin Wita Semerenko einen Titel und zweimal Silber. Einzig im Mixed-Staffelrennen konnte mit Tschechien eine weitere Nation mit Bronze eine Medaille erringen. Dabei profitierte Tschechien von der Regel, dass nur eine Staffel jeder Nation in die Wertung kam. Aufgrund der geringen Teilnehmerzahl konnten die Nationen nicht nur im Staffelrennen neben den eigentlichen Startern weitere Läufer antreten lassen, die jedoch nicht in die Wertung kamen. Davon machte besonders Russland, aber als zweite Nation auch die Ukraine Gebrauch.
Mit Rameez Ahmad Padder nahm erstmals ein indischer Biathlet an einer internationalen Meisterschaft teil.
Legende
- dns = did not start = (trotz Meldung) nicht gestartet
- dsq = disqualifiziert
- lap = lap distanced = überrundet (und aus dem Rennen genommen)
- nrk = not ranked = nicht gewertet

## Männer

### Sprint 10 km
| Platz | Sportler             | Zeit    | Schieß- fehler |
| ----- | -------------------- | ------- | -------------- |
| 1     | Maxim Tschudow       | 23:46.8 | 0+0            |
| 2     | Alexei Wolkow        | 24:09.7 | 1+0            |
| 3     | Anton Schipulin      | 24:18.2 | 1+0            |
| 4     | Andrei Makowejew     | 24:32.4 | 1+1            |
| 5     | Andrij Derysemlja    | 25:02.1 | 1+1            |
| 6     | Dmitri Malyschko     | 25:06.6 | 1+1            |
| 7     | Tomáš Krupčík        | 25:11.3 | 0+1            |
| nrk   | Sergei Botscharnikow | 25:12.8 | 2+0            |
| 8     | Serhij Semenow       | 25:17.2 | 0+1            |
| 9     | Oleh Bereschnyj      | 25:21.6 | 0+0            |
| nrk   | Alexander Schirny    | 25:22.0 | 2+0            |
| nrk   | Ilja Popow           | 26:00.9 | 0+0            |
| 10    | Artem Pryma          | 26:12.7 | 1+2            |
| 11    | Ondřej Exler         | 26:51.6 | 1+1            |
| 12    | Alexei Almoukov      | 27:32.1 | 1+2            |
| 13    | Murod Hodjibayev     | 28:25.2 | 2+0            |
| 14    | Siim Ala             | 28:38.5 | 1+0            |
| 15    | Mario Drescher       | 29:37.0 | 2+1            |
| 16    | Martin Pajos         | 30:32.6 | 2+0            |
| 17    | Rameez Ahmad Padder  | 42:31.5 | 4+5            |
| dsq   | Dmitri Jaroschenko   | 26:17.3 | 2+2            |
| dns   | Serhij Sednjew       |         |                |
| dns   | Oleksandr Bilanenko  |         |                |
| dns   | Ruslan Nasirov       |         |                |

Datum: Sonnabend, 22. September 2012, 12:00 Uhr

Es starteten 21 von 24 gemeldeten Athleten aus acht Ländern. Drei Läufer beendeten das Rennen nicht, Dmitri Jaroschenko wurde disqualifiziert, drei nahmen außerhalb der WM-Wertung teil. Russland feierte mit einem Vierfachsieg und allen gewerteten fünf Teilnehmern unter den ersten Sechs einen überragenden nationalen Triumph.
Das Rennen der Junioren gewann  Alexander Petschonkin vor  Michal Žák und  Iwan Pitschuschkin.

### Verfolgung 12,5 km
| Platz | Sportler             | Zeit    | Schieß- fehler |
| ----- | -------------------- | ------- | -------------- |
| 1     | Alexei Wolkow        | 32:49.2 | 0+0+0+1        |
| 2     | Maxim Tschudow       | 33:36.2 | 3+0+0+1        |
| 3     | Andrei Makowejew     | 33:36.8 | 0+0+1+1        |
| 4     | Anton Schipulin      | 34:51.9 | 1+1+2+2        |
| 5     | Oleh Bereschnyj      | 35:08.7 | 0+0+1+0        |
| 6     | Dmitri Malyschko     | 35:23.9 | 1+2+1+0        |
| 7     | Serhij Semenow       | 36:08.0 | 1+1+1+0        |
| nrk   | Alexander Schirny    | 36:14.8 | 1+2+1+1        |
| nrk   | Sergei Botscharnikow | 36:42.2 | 1+3+0+1        |
| 8     | Andrij Derysemlja    | 36:48.9 | 1+3+1+1        |
| 9     | Tomáš Krupčík        | 36:49.1 | 2+1+1+0        |
| 10    | Artem Pryma          | 38:11.9 | 2+1+1+1        |
| nrk   | Ilja Popow           | 40:27.0 | 2+2+2+2        |
| lap   | Ondřej Exler         |         | 3+2+2+         |
| lap   | Alexei Almoukov      |         | 3+0+1+         |
| lap   | Murod Hodjibayev     |         | 2+1+           |
| lap   | Martin Pajos         |         | 0+0+           |
| lap   | Rameez Ahmad Padder  |         | 5+             |
| dns   | Siim Ala             |         |                |
| dns   | Mario Drescher       |         |                |

Datum: Sonntag, 23. September 2012, 10:30 Uhr

Es starteten 18 von 20 qualifizierten Athleten aus sieben Ländern. Zwei Läufer beendeten das Rennen nicht, die drei schon im Sprint gestarteten Russen außerhalb der Konkurrenz nahmen erneut außerhalb der WM-Wertung teil. Russland feierte erneut mit einem Vierfachsieg und allen gewerteten fünf Teilnehmern unter den ersten Sechs einen überragenden nationalen Triumph.
Das Rennen der Junioren gewann  Pjotr Paschtschenko vor  Alexander Petschonkin und  Alexei Kornew.

## Frauen

### Sprint 7,5 km
| Platz | Sportler              | Zeit    | Schieß- fehler |
| ----- | --------------------- | ------- | -------------- |
| 1     | Olga Saizewa          | 21:26.3 | 0+1            |
| 2     | Wita Semerenko        | 21:28.4 | 0+0            |
| 3     | Olga Wiluchina        | 21:45.0 | 0+0            |
| 4     | Walentyna Semerenko   | 21:57.3 | 0+1            |
| 5     | Swetlana Slepzowa     | 22:09.4 | 2+0            |
| 6     | Olena Pidhruschna     | 22:25.3 | 1+1            |
| 7     | Natalja Burdyga       | 22:27.4 | 1+1            |
| nrk   | Anastassija Sagoruiko | 22:43.4 | 1+0            |
| 8     | Marina Korowina       | 22:56.4 | 2+1            |
| 9     | Jekaterina Glasyrina  | 23:10.5 | 1+2            |
| 10    | Jitka Landová         | 23:14.3 | 0+2            |
| 11    | Julija Dschyma        | 23:39.2 | 1+1            |
| nrk   | Jekaterina Jurlowa    | 23:44.8 | 1+2            |
| 12    | Inna Suprun           | 23:44.9 | 0+3            |
| nrk   | Jana Romanowa         | 23:55.1 | 4+1            |
| 13    | Jekaterina Schumilowa | 23:57.9 | 2+1            |
| 14    | Lea Johanidesová      | 23:59.0 | 1+1            |
| 15    | Éva Tófalvi           | 24:28.2 | 0+0            |
| 16    | Emöke Szöcs           | 25:14.4 | 1+2            |
| 17    | Sirli Hanni           | 26:25.2 | 1+1            |
| dns   | Anna Bulygina         |         |                |

Datum: Sonnabend, 22. September 2011, 8:00 Uhr

Es starteten 20 der 21 gemeldeten Athletinnen aus sechs Ländern. Vier Biathletinnen aus Russland nahmen außer Konkurrenz am Rennen teil.
Das Rennen der Juniorinnen gewann  Olga Podtschufarowa vor  Kristina Smirnowa und  Olga Kalina.

### Verfolgung 10 km
| Platz | Sportler              | Zeit    | Schieß- fehler |
| ----- | --------------------- | ------- | -------------- |
| 1     | Wita Semerenko        | 30:32.8 | 1+0+0+1        |
| 2     | Olga Saizewa          | 31:01.1 | 0+1+0+2        |
| 3     | Olena Pidhruschna     | 31:19.1 | 0+0+1+0        |
| 4     | Swetlana Slepzowa     | 31:27.5 | 0+0+2+0        |
| 5     | Walentyna Semerenko   | 31:39.2 | 1+0+2+0        |
| nrk   | Anastassija Sagoruiko | 32:35.5 | 0+1+0+0        |
| 6     | Olga Wiluchina        | 32:55.4 | 2+2+0+0        |
| 7     | Marina Korowina       | 33:10.8 | 0+0+1+1        |
| 8     | Natalja Burdyga       | 33:20.9 | 0+2+0+1        |
| nrk   | Jana Romanowa         | 33:35.9 | 1+1+0+1        |
| 9     | Jitka Landová         | 33:39.0 | 1+1+0+0        |
| 10    | Jekaterina Schumilowa | 33:57.0 | 1+0+0+0        |
| 11    | Jekaterina Glasyrina  | 34:16.2 | 1+3+0+0        |
| 12    | Inna Suprun           | 34:19.7 | 0+0+1+1        |
| 13    | Julija Dschyma        | 34:21.7 | 1+1+0+0        |
| nrk   | Jekaterina Jurlowa    | 35:48.8 | 0+1+2+1        |
| 14    | Lea Johanidesová      | 36:11.1 | 1+0+1+0        |
| lap   | Éva Tófalvi           |         | 0+1+0+         |
| lap   | Emöke Szöcs           |         | 0+2+           |
| dns   | Sirli Hanni           |         |                |

Datum: Sonntag, 23. September 2011, 7:00 Uhr

Es starteten 19 der 20 qualifizierten Athletinnen aus sechs Ländern, darunter die vier Biathletinnen aus Russland, die schon im Sprint außer Konkurrenz am Rennen teilnahmen. Zwei Läuferinnen schieden überrundet aus.
Das Rennen der Juniorinnen gewann  Olga Podtschufarowa vor  Iryna Warwynez und  Kristina Smirnowa.

## Mixed-Staffel 2 × 6 km (Frauen) + 2 × 7,5 km (Männer)
| Platz | Land       | Sportler                                                                       | Zeit      | Schießfehler + Nachlader        |
| ----- | ---------- | ------------------------------------------------------------------------------ | --------- | ------------------------------- |
| 1     | Russland   | Swetlana Slepzowa Olga Saizewa Alexei Wolkow Anton Schipulin                   | 1:13:28.5 | 0+0 0+1 0+0 0+1 0+0 0+0 0+1 0+0 |
| nrk   | Russland 1 | Olga Wiluchina Marina Korowina Andrei Makowejew Maxim Tschudow                 | 1:16:21.0 | 0+1 0+2 0+2 0+1 0+0 0+2 0+1 1+3 |
| nrk   | Ukraine 1  | Natalja Burdyga Olena Pidhruschna Oleksandr Bilanenko Serhij Semenow           | 1:16:56.2 | 0+1 0+2 0+0 0+0 0+1 0+1 1+3 0+2 |
| nrk   | Russland 2 | Jekaterina Glasyrina Jekaterina Schumilowa Dmitri Jaroschenko Dmitri Malyschko | 1:17:16.8 | 0+1 0+0 1+3 0+1 0+1 0+3 0+2 0+1 |
| 2     | Ukraine    | Wita Semerenko Walentyna Semerenko Oleh Bereschnyj Andrij Derysemlja           | 1:18:28.3 | 0+1 0+0 0+0 0+2 0+0 0+0 1+3 0+2 |
| nrk   | Russland 3 | Jana Romanowa Anna Bulygina Sergei Botscharnikow Alexander Schirny             | 1:19:59.1 | 0+2 0+2 1+3 0+0 0+0 1+3 1+3 0+0 |
| 3     | Tschechien | Jitka Landová Lea Johanidesová Tomáš Krupčík Ondřej Exler                      | 1:21:37.3 | 0+1 0+3 0+0 1+3 0+0 0+3 0+2 0+0 |
| nrk   | Ukraine 2  | Julija Dschyma Inna Suprun Yuriy Kopchak Dmytro Ihnatiev                       | 1:27:38.0 | 0+0 0+1 0+2 0+1 1+3 1+3 0+0 2+2 |

Datum: Donnerstag, 20. September 2012, 11:00 Uhr

Am Start waren alle acht gemeldeten Staffeln. In die Wertung kamen pro Nation jeweils nur eine Staffel, insgesamt kamen damit drei Staffeln in die Wertung. Gewertet wurden die Staffeln mit reiner Nationenkennzeichnung ohne Zusatzzahl (1, 2, 3). Gold gewann die wertungsberechtigte russische Staffel, Zweite wurde die wertungsberechtigte Staffel der Ukraine, obwohl die Staffel Russland 1 und 2 und sogar die Staffel Ukraine 1 noch vor ihr ins Ziel kamen. Die einzige Staffel aus einer dritten Nation, die Vertretung Tschechiens, erreichte nur die siebte Zeit aller acht Staffeln, konnte aber aufgrund der Wertung nur einer Staffel pro Nation die Bronzemedaille gewinnen.
Das Juniorenrennen gewann wie bei den Senioren die Staffel Russlands (Olga Podtschufarowa, Olga Kalina, Alexei Kornew, Anton Babikow) vor der Ukraine (Julija Bryhynez, Iryna Warwynez, Oleksandr Dachno, Dmytro Pidrutschnyj) und Tschechien (Kristýna Černá, Jessica Jislová, Matěj Krupčík, Michal Žák). Neben weiteren Mannschaften aus der Ukraine und Russland trat als vierte Nation Bulgarien an, bei denen unter anderem Nija Dimitrowa und Dessislawa Stojanowa zum Team gehörten.